# Хімедзі

Хіме́джі (яп. 【姫路市】, ひめじし,　[çimed͡ʒi ʃi]; англ. Himeji) — центральне місто Японії, розташоване в південно-західній частині острова Хонсю на узбережжі Внутрішнього моря в префектурі Хьоґо регіону Кінкі. Статус міста з 1 квітня 1889 року. Площа Хімеджі становить 534,44 км² Відоме замком Хімеджі — Національним скарбом Японії та Світової спадщини ЮНЕСКО (1993). Також — Хімедзі (від рос. Химэдзи).

## Історія
У VIII столітті поселення Хімеджі було центром провінції Харіма. В середньовіччі на базі поселення виник замок Хімеджі, яким володіли самурайські роди Акамацу, Кодера, Курода. У 1580–1582 роках замок і призамко містечко було тимчасовою резиденцією об'єднувача Японії Тойотомі Хідейоші, який капітально перебудував їх. Після битви при Секіґахарі 1600 року магнат Ікеда Терумаса отримав у нагороду провінцію Харіма, де заснував великий уділ Хімеджі. Він розбудував містечко й надав замку сучасного вигляду.
До 1871 року Хімеджі було адміністративним центром однойменної префектури (пізніше: префектура Шікама). 1876 року ця префектура приєднали до префектури Хьоґо. 1889 року отримало статус міста. Після великого замлетрусу 1923 року японський уряд навіть планував перенести столицю держави з Токіо до Хімеджі.
Під час Другої світової війни, 3 липня 1945 року, о 4:23 ранку, місто зазнало нищівного авіаційного нальоту американської авіації. Під час нальоту нападники скинули 767 т запалювальних бомб, що призвело до знищення 63,3% житлового фонду міста.
27 березня 2006 року до складу міста Хімеджі увійшли такі населені пункти, як Ясутомі, Кодера, Ієшіма, Юмесакі.

## Визначні місця
Найвизначанішою пам'яткою міста є Замок Хімеджі, занесений до списку Світової спадщини ЮНЕСКО. Більше, ніж 400-літній замок зберігся в первозданному вигляді, назважаючи на нищівні бомбардування міста під час Другої світової війни, потужний землетрус 1995 року та численні тайфуни.
Інші пам'ятки міста:
- Монастир Енкьо
- Гора Сеппіко,
- Центральний парк Хімеджі (парк сафарі)
- Ботанічний сад Тегараяма в Хімеджі (частина Центрального парку),
- Сад Коко.

## Промисловість
Хімеджі є важливим промисловим центром країни (машинобудування, нафтопереробні підприємства). Неподалік від Хімеджі розташований великий металургійний комбінат.

## Міста-побратими
- Шарлеруа, Бельгія;
- Фінікс, США;
- Аделаїда, Австралія;
- Куритиба, Бразилія;
- Тайюань, КНР;
- Масан, Південна Корея.